# Leptostylus pulcherrimus
Leptostylus pulcherrimus là một loài bọ cánh cứng trong họ Cerambycidae.